# Kamienica przy ulicy Stolarskiej 5 w Krakowie
Kamienica przy ulicy Stolarskiej 5 – zabytkowa kamienica znajdująca się w Krakowie, w dzielnicy I przy ulicy Stolarskiej, na Starym Mieście.
Jest to budynek jednopiętrowy, pięcioosiowy, o prostej fasadzie.
Kamienica została wzniesiona na przełomie w XIII i XIV wieku. Spłonęła podczas wielkiego pożaru Krakowa w 1850, ale wkrótce została odbudowana. W kamienicy znajduje się wejście do Pasażu Bielaka łączącego ul. Stolarską z Rynkiem Głównym.
23 lutego 1968 kamienica została wpisana do rejestru zabytków. Znajduje się także w gminnej ewidencji zabytków.